# Plethodon ainsworthi
Plethodon ainsworthi är en groddjursart som beskrevs av James D. Lazell, Jr. 1998. Plethodon ainsworthi ingår i släktet Plethodon och familjen lunglösa salamandrar. IUCN kategoriserar arten globalt som utdöd. Inga underarter finns listade i Catalogue of Life.